# Zálužice
Obec Zálužice (německy Saluschitz) se nachází v okrese Louny v Ústeckém kraji. Žije v ní 96 obyvatel. Ve vzdálenosti 5 km západně leží Žatec, 14 km východně Louny a 20 km severně Most.

## Historie
První písemná zmínka pochází z roku 1517. Obec neměla kostel, byla přifařena k obci Staňkovice. V době barokní byla postavena výklenková kaple se sochou svatého Jana Nepomuckého.

## Obyvatelstvo
Při sčítání lidu v roce 1921 zde žilo 148 obyvatel (z toho 75 mužů), z nichž bylo 21 Čechoslováků a 127 Němců. Všichni byli římskými katolíky. Podle sčítání lidu z roku 1930 měla vesnice 119 obyvatel: čtrnáct Čechoslováků, 104 Němců a jednoho cizince. Kromě jednoho evangelíka a jednoho člověka bez vyznání se hlásili k římskokatolické církvi.
| Obec Zálužice                                                        | Obec Zálužice | Obec Zálužice | Obec Zálužice | Obec Zálužice | Obec Zálužice | Obec Zálužice | Obec Zálužice | Obec Zálužice | Obec Zálužice | Obec Zálužice | Obec Zálužice | Obec Zálužice | Obec Zálužice | Obec Zálužice |
|                                                                      | 1869          | 1880          | 1890          | 1900          | 1910          | 1921          | 1930          | 1950          | 1961          | 1970          | 1980          | 1991          | 2001          | 2011          |
| -------------------------------------------------------------------- | ------------- | ------------- | ------------- | ------------- | ------------- | ------------- | ------------- | ------------- | ------------- | ------------- | ------------- | ------------- | ------------- | ------------- |
| Obyvatelé                                                            | 661           | 672           | 630           | 652           | 603           | 532           | 529           | 343           | 256           | 191           | 134           | 86            | 72            | 65            |
| Místní část Zálužice                                                 |               |               |               |               |               |               |               |               |               |               |               |               |               |               |
| Obyvatelé                                                            | 164           | 176           | 150           | 160           | 169           | 148           | 119           | 49            | 75            | 51            | 44            | 33            | 34            | 31            |
| Domy                                                                 | 22            | 22            | 23            | 32            | 32            | 32            | 29            | 24            | 67            | 15            | 15            | 17            | 17            | 19            |
| Data z roku 1961 zahrnují i domy z místních částí Rybňany a Stekník. |               |               |               |               |               |               |               |               |               |               |               |               |               |               |

## Pamětihodnosti
- Venkovská usedlost čp. 6
- Výklenková kaple

## Části obce
- Zálužice
- Rybňany
- Stekník

## Galerie

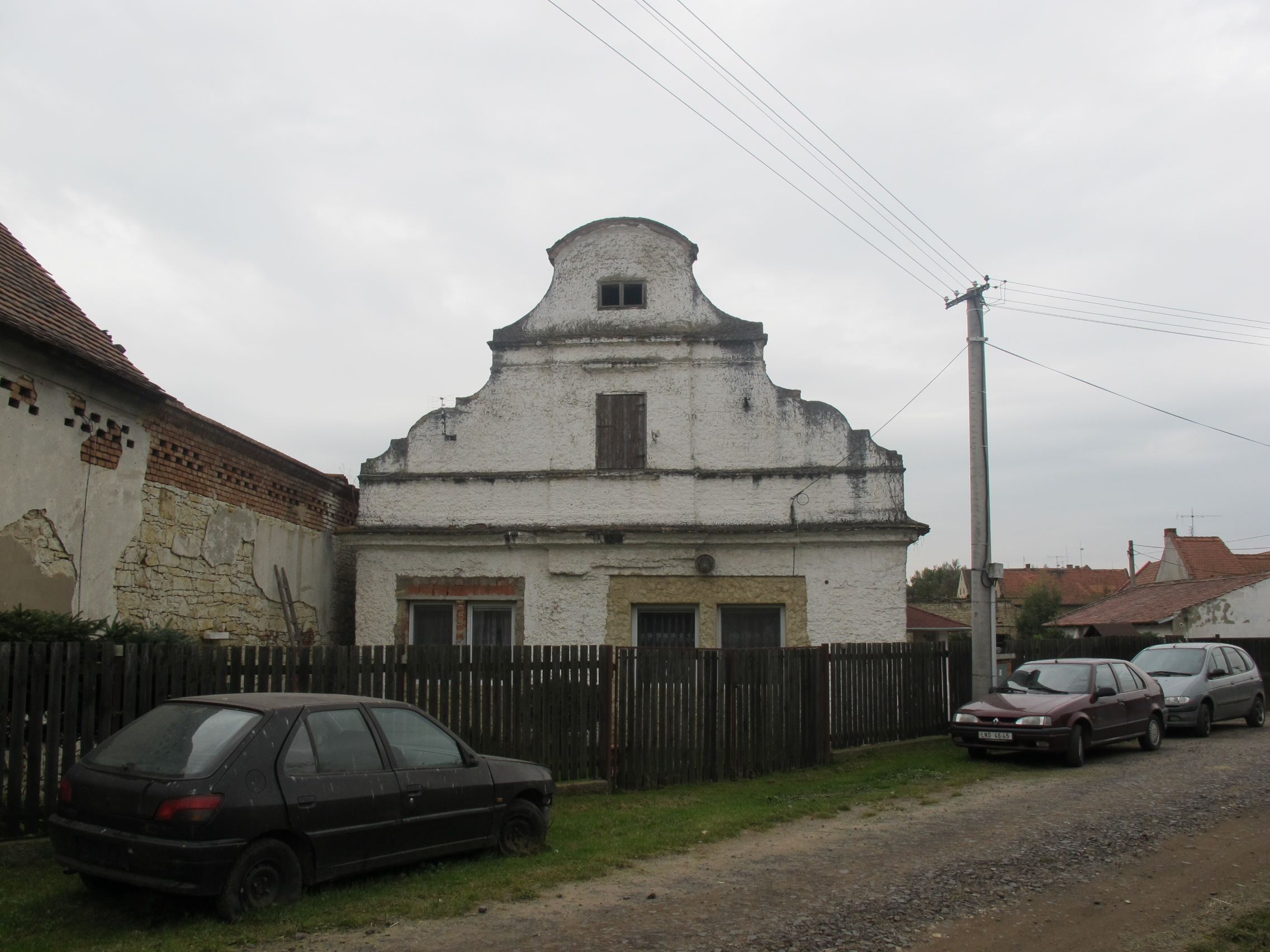
Dům čp. 6 v Zálužicích
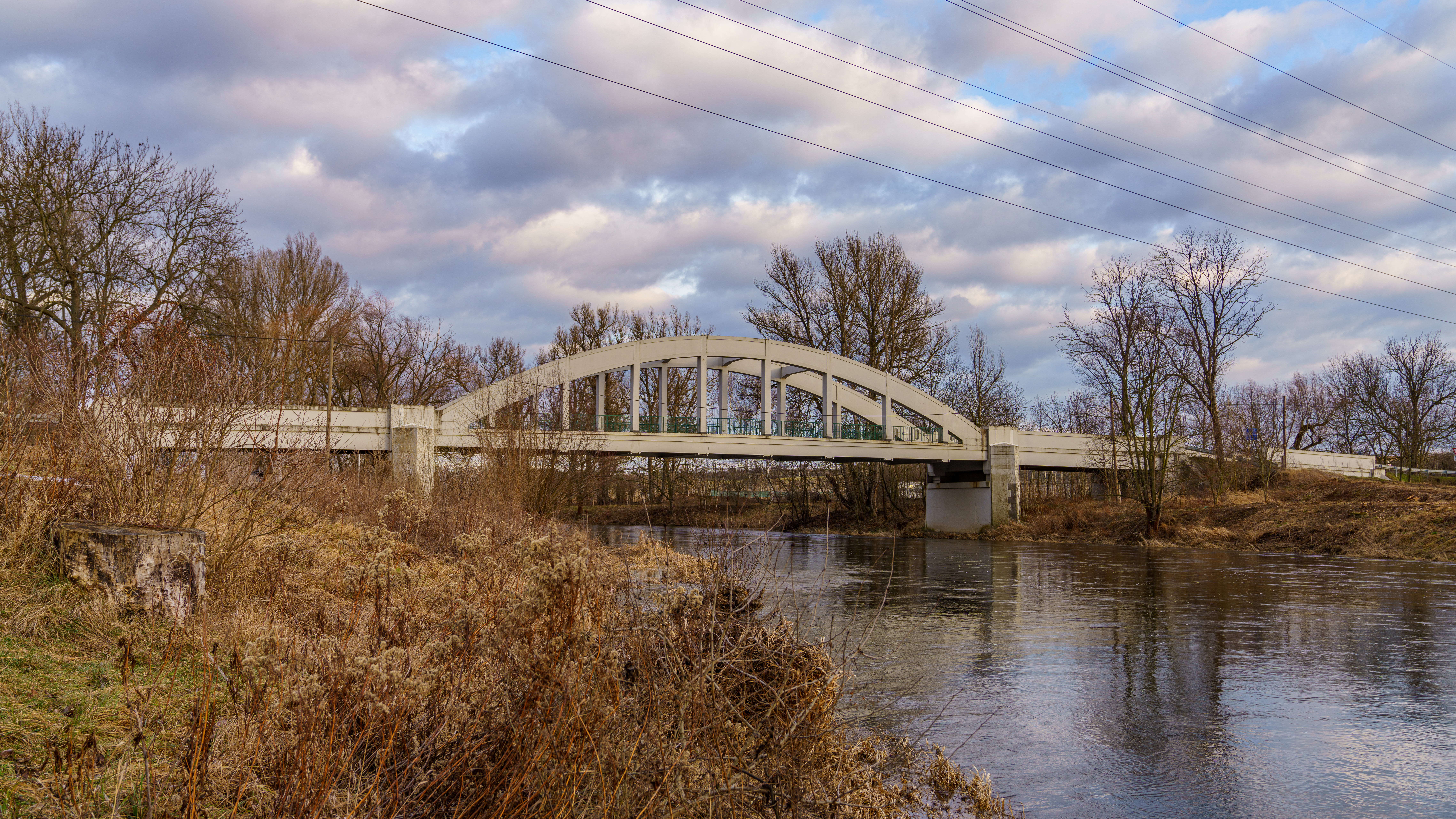
Most přes Ohři
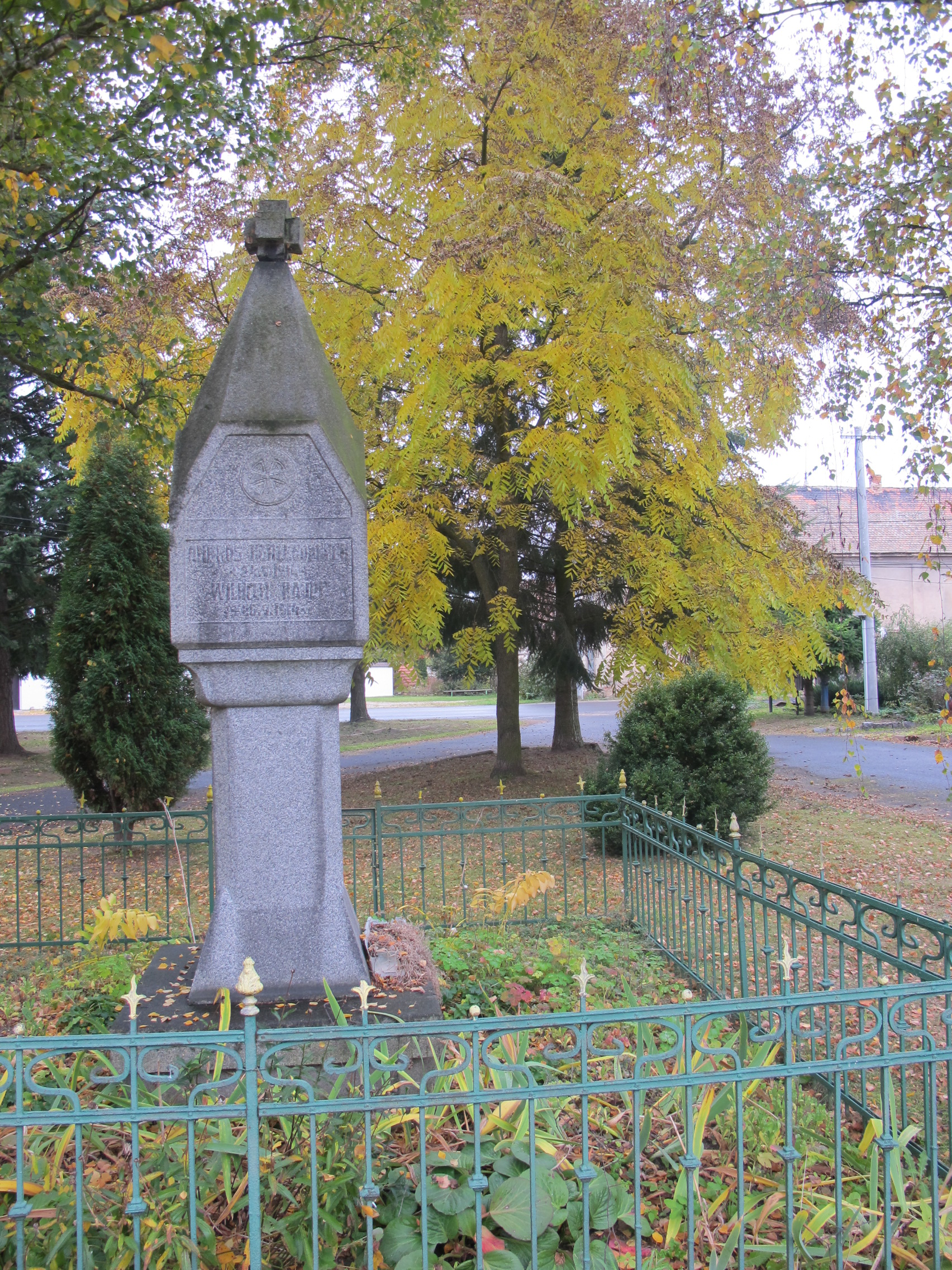
Pomník padlým v první světové válce
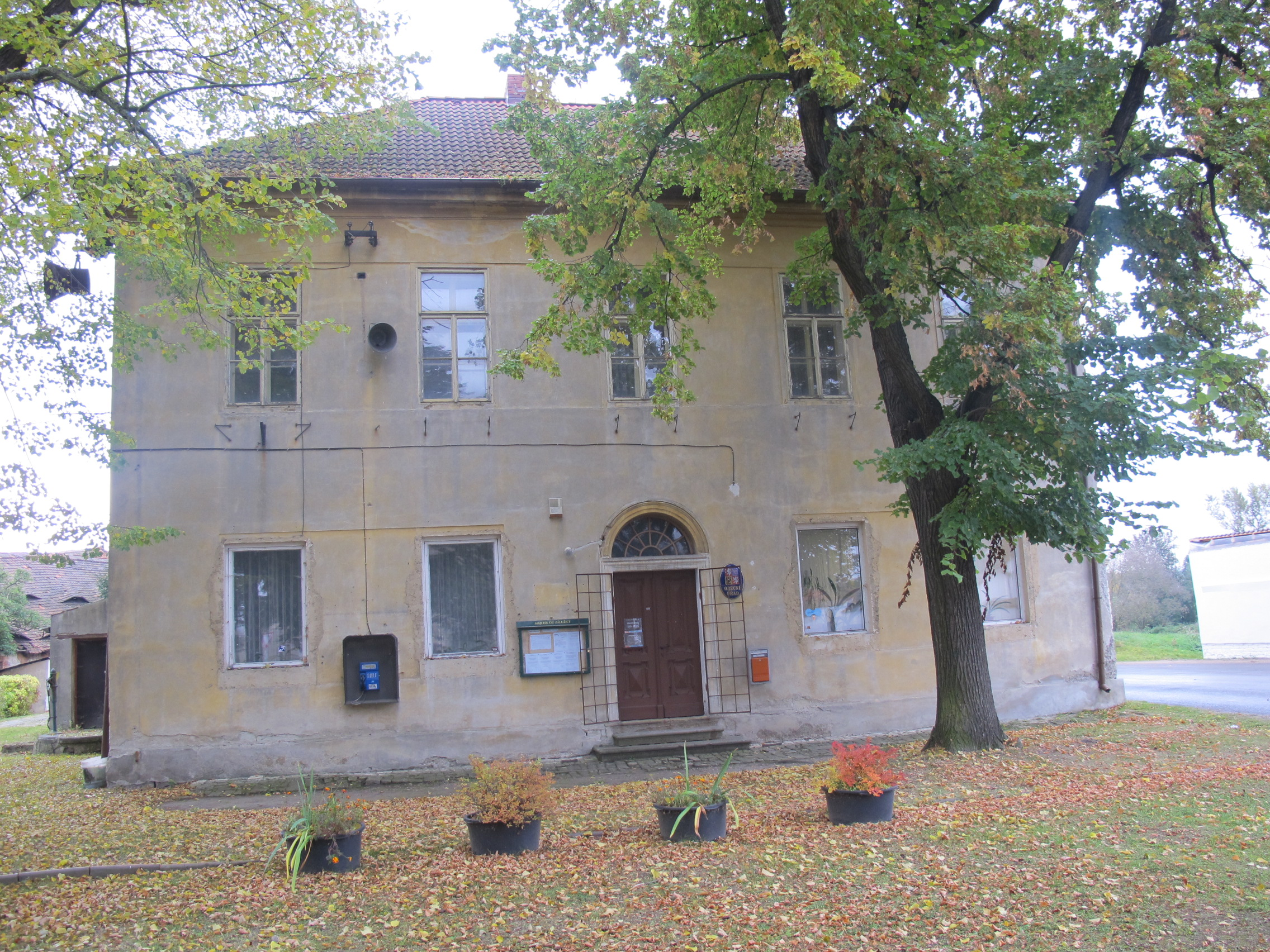
Obecní úřad
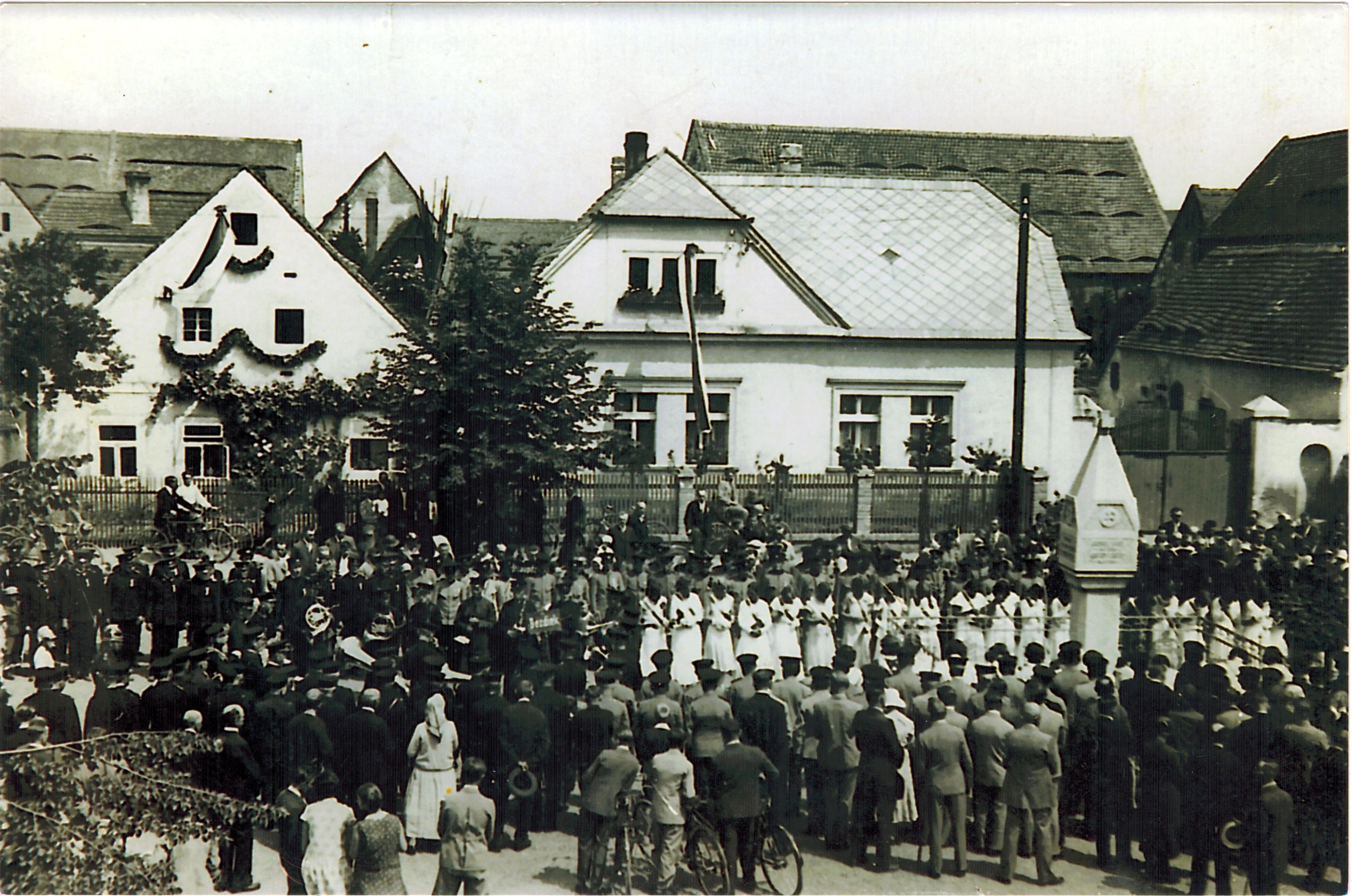
Shromáždění lidí v meziválečném období
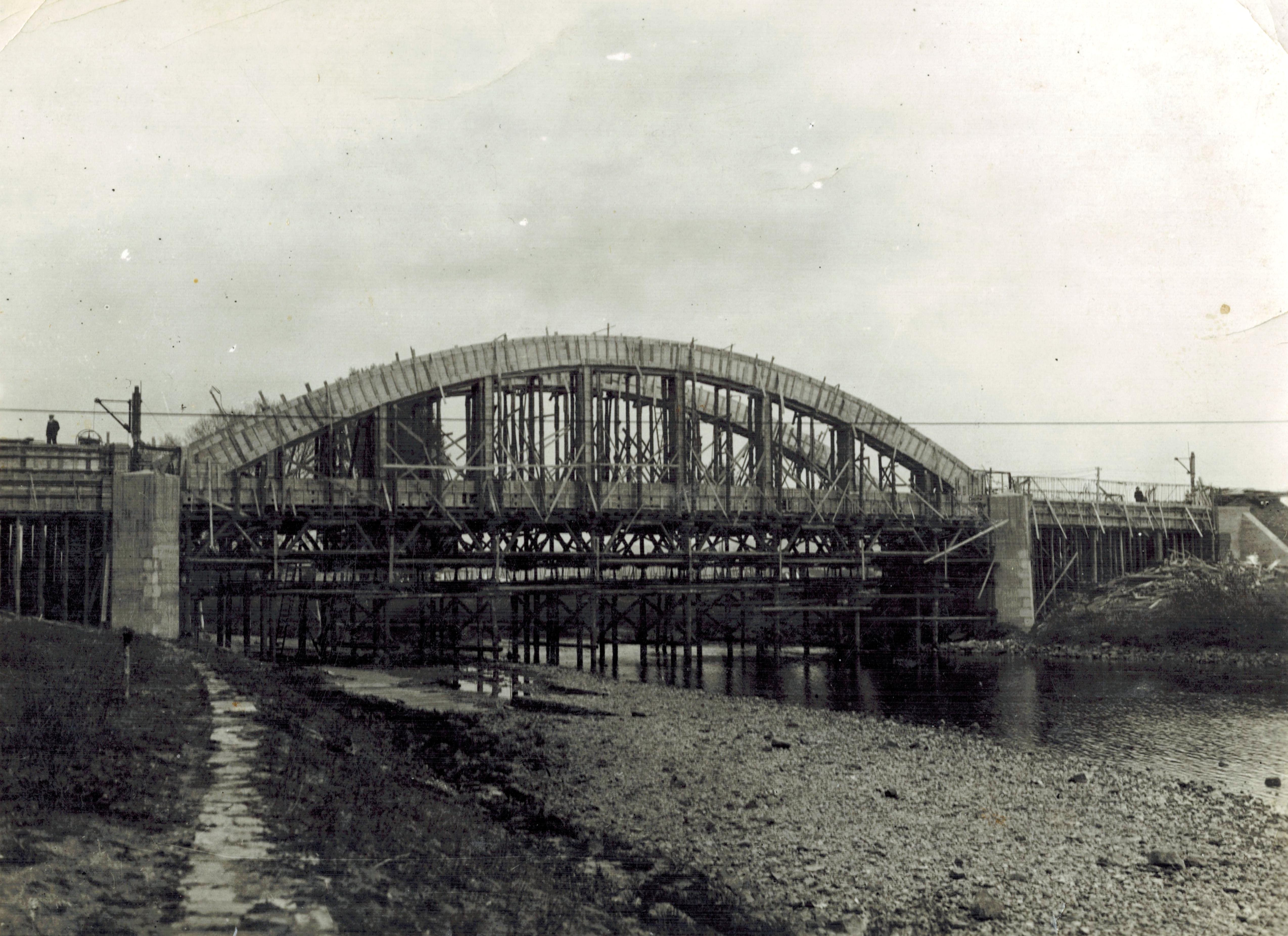
Stavba mostu přes řeku Ohře ve finální fázi
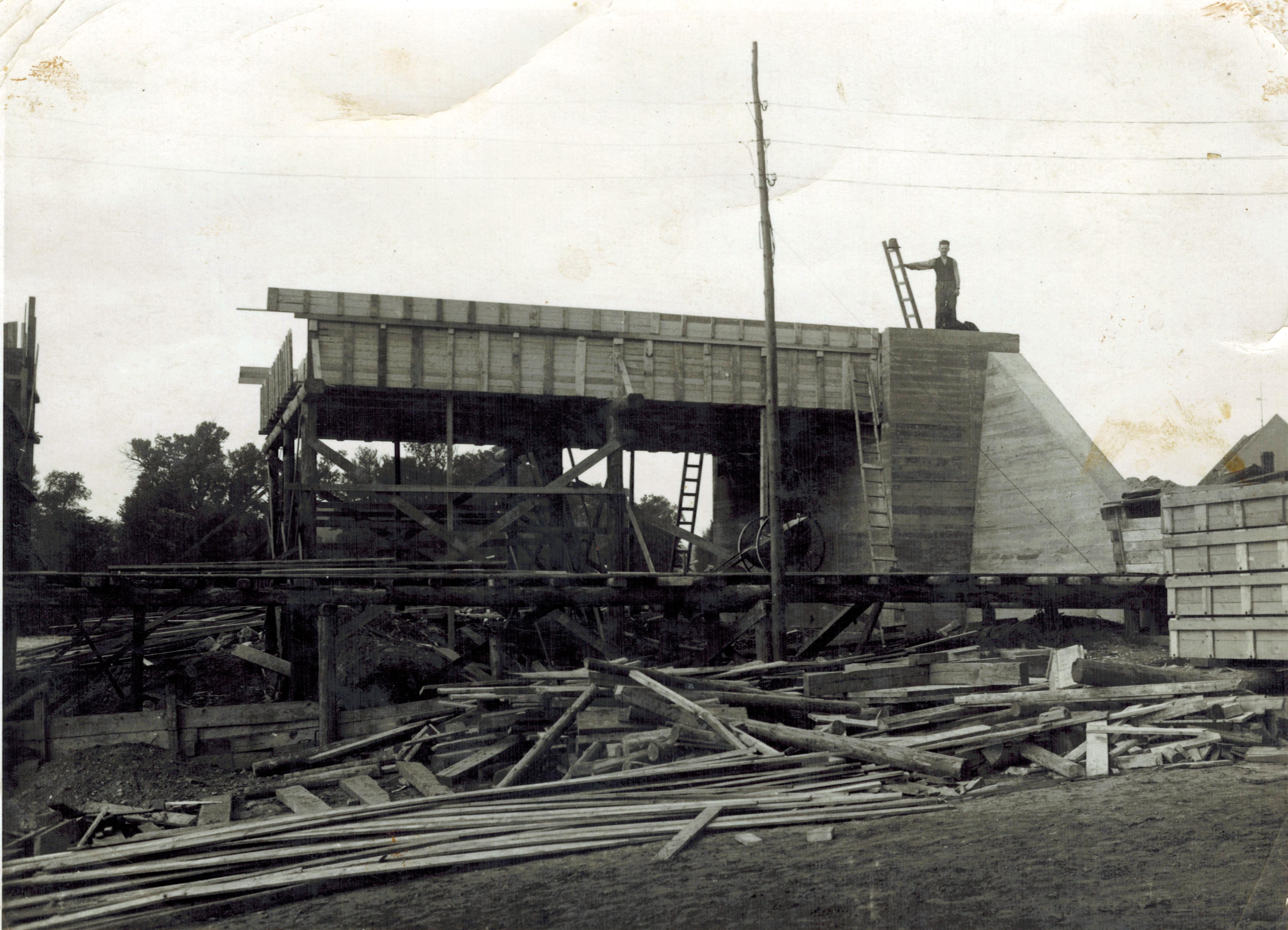
Stavba mostu přes řeku Ohře ve fázi betonování v meziválečném období